# Hug IX de Lusignan
Hug IX de Lusignan dit l'Ós († 1219 Damiata), senyor de Lusignan, comte de la Marca i comte titular d'Angulema.
Era net d'Hug VIII de Lusignan, al que va succeir per premoriència del seu pare Hug, i nebot de Guiu i d'Amauri o Amalric II de Lusignan, tots els dos reis de Jerusalem i de Xipre.
Vers el 1189/1190 Hug es va casar amb Matilde d'Angulema, hereva legitima del comtat d'Angulema protegida per Ricard Cor de Lleó, i pretendenta al comtat vacant de la Marca (venut a Anglaterra el 1177) que conservava una part del primer comtat, mentre que de l'altra part se'n havia apoderat el seu oncle Guillem VI d'Angulema i a la mort d'aquest sense fills (1186) el seu germà Aimar Tallaferro. El 1192 Matilde i Hug van perdre la part d'Angulema que conservaven, conquerida per Aimar. El 1194 el rei Ricard Cor de Lleó va derrotar a Aimar, però es va establir un arranjament: Matilde renunciaria al comtat d'Angulema a canvi que el seu fill Hug (futur Hug X de Lusignan) de 3 o 4 anys es casés amb Isabel d'Angulema de 6 anys, filla d'Aimar. Aquest acord fou respectat fins al 1200 quan Isabel fou segrestada o entregada al rei Joan sense Terra d'Anglaterra que s'hi va casar. Hug IX hauria rebut aleshores el comtat de la Marca en compensació, però el jove Hug i el seu pare Hug IX es van revoltar i Joan els va expropiar les seves terres; el 1200 el govern (i potser el feu) del comtat de la Marca fou entregat a Aimar d'Angulema però a la mort d'Aimar el 1202, sinó abans, Hug IX l'hauria recuperat amb ajut de França. Isabel fou proclamada comtessa d'Angulema però de manera nominal, ja que el seu marit no la va deixar sortir d'Anglaterra i va fer administrar el comtat a través d'un governador, Bartomeu de lo Puèi. Mentre el rei de França Felip August havia cridat a Joan sense Terra a la seva cort per respondre de l'incompliment de promesa, i com que Joan no hi va anar, el rei francès va poder proclamar l'expropiació dels feus anglesos a França.
El 1217, mort ja Joan sense Terra, Isabel va tornar al comtat i va expulsar a Bartomeu. No va trobar altra oposició que la d'Hug IX i Matilde, però això es va arranjar aviat, tornant a fer vigent l'acord de 1194 pel qual Isabel es casaria amb el jove Hug (futur Hug X de Lusignan). Hug IX va marxar a Terra Santa (1218) i el va succeir el seu fill Hug X de Lusignan. Matilde va renunciar definitivament el 1219 (a la mort del seu marit) i l'enllaç fou efectiu el 1220. Hug X i Isabel foren reconeguts com a comtes d'Angulema.
Hug IX va morir a Damiata el 5 de novembre de 1219.